# أكتب القصة (أغنية)
أكتب القصة هي أول أغنية منفردة من ألبوم Je deviens moi والأكثر مبيعًا من بين أغاني المغني الشاب الراحل غريغوري لومارشال، من تأليف وألحان فرانشيسكو دي بينيديتيس وبول مانرز مقتبسة من أغنية "Io so che tu" للمطرب الإيطالي دافيدي ايسبوسيتو مع كلمات أخرى باللغة الفرنسية من تأليف كاتيا لاندرياس. تم إصدار الأغنية في مارس 2005 في البلدان الناطقة بالفرنسية محققة نجاحا باهرا خاصة في فرنسا ومنطقة بلجيكا الناطقة بالفرنسية.
ودخلت نسخة المطرب الإيطالي دافيدي ايسبوسيتو، التي تم إصدارها على قرص مضغوط واحد مع النسخة الأصلية للأغنية بالإضافة للنسخ الأخرى، إلى مخطط الأغاني الناجحة اعتبارًا من سبتمبر 2006، حيث احتلت المرتبة 71 في سويسرا والمركز 20 في فرنسا. في مايو 2007، دخلت الأغنية المخطط الفرنسي محتلة المرتبة 93 بعد وفاة المغني غريغوري لومارشال.

## الترتيب والنجاح
حلت الأغنية بعد إصدارها مباشرة في المرتبة الثانية في تصنيف المخطط الفرنسي للأغاني المنفردة في 2 أبريل 2005 لمدة خمسة أسابيع متتالية أمام أغنية Un Monde parfait للمغنية إلونا ميتريسي، التي تربعت على المرتبة الأولى. بعد ذلك، انحدرت الأغنية في الترتيب لتتحصل على إجمالي مجموعه 9 أسابيع في صدارة عشر الأغاني الأوائل و14 أسبوعًا في صدارة 50 أفضل أغنية و 21 أسبوعًا في ٌقائمة أفضل 100 أغنية. مما مكن الأغنية من الحصول على شهادة البلاتين من الاتحاد الوطني للنشر الفونوغرافي الفرنسي بعد تسجيلها لعد مبيعات بلغ 300000.
في بلجيكا الناطقة بالفرنسية، بدأت الأغنية في المركز السابع على قائمة Ultratop 40 في 9 أبريل 2005 قبل أن تحصد المركز الثاني كأفضل مركز لها. بقيت الأغنية كذلك لمدة 10 أسابيع في في صدارة عشر الأغاني الأوائل و 16 أسبوعًا في صدارة 40 أفضل أغنية.
في سويسرا، حلت الأغنية في المرتبة 43 في 10 أبريل 2010. قبل أن تتسلق المركز الثامن عشر في الأسبوع التالي كأفضل مركز لها لمدة 18 أسبوعًا. في 20 مايو 2007، بعد وفاة غريغوري لومارشال عادت الأغنية مجددًا إلى التصنيف في المرتبة 40.
في عام 2005، كانت الأغنية المنفردة 14 عشرة الأكثر مبيعًا في فرنسا، و13 في بلجيكا.
توجد الأغنية أيضًا في كشكول لذكرى المغني تحت عنوان «أحلام» "Dreams".

## تفاصيل الأغنية
| #  | عنوان                                         | المدة      |
| -- | --------------------------------------------- | ---------- |
| 1. | "Écris l'histoire (نسخة منفردة) Io so che tu" | 3:39 دقيقة |
| 2. | "استغاثة من أرضي في محنة"                     | 3:28 دقيقة |
| 3. | "Écris l'histoire (لحن الموسيقى فقط)"         | 3:39 دقيقة |

## الترتيب والمبيعات
| المخطط الدولي للموسيقى (2005)                                             | أقصى ترتيب |
| ------------------------------------------------------------------------- | ---------- |
| مخطط الأغاني الفردية في بلجيكا (والونيا) Belgian (Wallonia) Singles Chart | 2          |
| مخطط أوروبا لأفضل 100 أغنية منفردة Eurochart Hot 100 Singles              | 6          |
| مخطط الأغاني الفردية في فرنسا French Singles Chart                        | 2          |
| مخطط الأغاني الفردية في سويسرا Swiss Singles Chart                        | 18         |
| مخطط الأغاني الفردية (2007)                                               | أقصى ترتيب |
| مخطط الأسطوانات الفردية في فرنساFrench Digital Chart                      | 6          |

| المخطط الدولي للموسيقى (2005)                                            | ترتيب |
| ------------------------------------------------------------------------ | ----- |
| مخطط الأغاني الفردية في بلجيكا (والونيا)Belgian (Wallonia) Singles Chart | 13    |
| مخطط الأغاني الإذاعية في فرنسا French Airplay Chart                      | 75    |
| مخطط الأغاني الفردية في فرنسا French Airplay Chart                       | 14    |
| مخطط الأغاني الإذاعية على التلفزيون في فرنسا French TV Airplay Chart     | 277   |

### الشهادات والمبيعات
| البلد | الشهادة          | التاريخ       | المبيعات المعتمدة | المبيعات المادية |
| ----- | ---------------- | ------------- | ----------------- | ---------------- |
| فرنسا | أسطوانة بلاتينية | 7 سبتمبر 2005 | 300,000           | 266,000          |

## معلومات
1. ↑  غناها أول مرة المغني الفرنسي الراحل دانييل بالافوان سنة 1978 في ألومه ستارمانيا الشهير